# Всенародний малайзійський індійський прогресивний фронт
Всенародний малайзійський індійський прогресивний фронт (малай. Barisan Kemajuan India Se-Malaysia, там. அகில மலேசிய இந்தியர் முன்னேற்ற முன்னனி), аб: AMIPF, також відомий як Індійський прогресивний фронт(IPF) — політична партія  Малайзії. Відокремилася від Малайзійського індійського конгресу, заснована М. Г. Пандітаном у 1990 році. Партія була складовою колишньої опозиційної коаліції Гагасан Рак'ят (1990-1996), але станом на 2010 рік підтримувала коаліцію Барісан Насіонал.

## Обрані представники

### Сенатори
- Самбантан Манікем - у 14-му скликанні Парламенту Малайзії, призначений королем Малайзії